# Laughing Sinners
Laughing Sinners è un film drammatico sentimentale statunitense del 1931 diretto da Harry Beaumont.

## Trama
Ivy è una ballerina, fidanzata abbandonata dal suo compagno Howard. Decisa a suicidarsi viene salvata da Carl, membro dell'Esercito della Salvezza che la convince a desistere dal suo proposito e a entrare attivamente nel movimento. Riavvicinata da Howard è pervasa dal dubbio nel chiarirsi sulle scelte della sua vita.